# Championnat de république démocratique du Congo de football 2009
Navigation
Saison précédente Saison suivante
La saison 2009 du Championnat de république démocratique du Congo de football est la cinquante-deuxième édition de la première division en république démocratique du Congo, la Ligue Nationale de Football. La compétition rassemble les vingt-six meilleures formations du pays, qui sont passées par des championnats régionaux pour se qualifier. La compétition se déroule en quatre phases qualificatives de poules.
C'est le TP Mazembe qui est sacré champion à l'issue de la saison, après avoir battu lors de la finale nationale le FC Saint Éloi Lupopo (4-1, 2-0). C'est le dixième titre de l'histoire du club, le troisième en quatre ans. La saison est exceptionnelle pour le TP Mazembe puisqu'il remporte également la Ligue des champions de la CAF 2009.

## Compétition
Le barème de points servant à établir les classements se décompose ainsi :
- Victoire : 3 points
- Match nul : 1 point
- Défaite : 0 point

### Première phase
Les sept clubs finalistes de la dernière édition sont exemptés de première phase (le CS Cilu déclare forfait cette année) ainsi que deux autres clubs. Les vingt autres équipes s'affrontent en matchs aller-retour à élimination directe pour déterminer les dix qualifiés pour la deuxième phase.
| Équipe 1         | Résultat | Équipe 2                | Aller | Retour |
| ---------------- | -------- | ----------------------- | ----- | ------ |
| TP Molunge       | 3 - 5    | TC Elima                | 2 - 2 | 1 - 3  |
| AS Ndoki         | 10 - 0   | FC Etoile du Congo      | 7 - 0 | 3 - 0  |
| AS Ndombe        | 0 - 7    | AS Canon Buromeca       | 0 - 3 | 0 - 4  |
| RC Saint-Clément | 3 - 1    | US Tshinkunku           | 0 - 1 | 3 - 0  |
| JS Likasi        | 4 - 3    | AS Bantous              | 2 - 0 | 2 - 3  |
| TS Malekesa      | 1 - 4    | AC Capaco               | 1 - 2 | 0 - 2  |
| FC Ibanda Sport  | 1 - 0    | RC Étoile d'Or          | 1 - 0 | 0 - 0  |
| forfait AS IFL   | -        | SM Sanga Balende        | -     | -      |
| AC Nkoy          | -        | OC Muungano disqualifié | -     | -      |
| AS Dragons       | 5 - 1    | ASBS                    | 3 - 1 | 2 - 0  |

### Deuxième phase
Le premier de chaque poule et les deux meilleurs seconds se qualifient pour la poule finale. 
Poule 1 :
| Rang | Équipe           | Pts | J | G | N | P | Bp | Bc | Diff |
| ---- | ---------------- | --- | - | - | - | - | -- | -- | ---- |
| 1    | DC Motema PembeT | 8   | 4 | 2 | 2 | 0 | 6  | 1  | +5   |
| 2    | FC Ibanda Sport  | 4   | 4 | 1 | 1 | 2 | 7  | 9  | -2   |
| 3    | TC Elima         | 4   | 4 | 1 | 1 | 2 | 5  | 8  | -3   |

Poule 2 :
| Rang | Équipe           | Pts | J | G | N | P | Bp | Bc | Diff |
| ---- | ---------------- | --- | - | - | - | - | -- | -- | ---- |
| 1    | AS Dragons       | 11  | 6 | 3 | 2 | 1 | 9  | 4  | +5   |
| 2    | AS Veti Club     | 11  | 6 | 3 | 2 | 1 | 9  | 6  | +3   |
| 3    | JS Likasi        | 9   | 6 | 3 | 0 | 3 | 9  | 9  | 0    |
| 4    | AS Maniema Union | 2   | 6 | 0 | 2 | 4 | 5  | 13 | -8   |

Poule 3 :
| Rang | Équipe               | Pts | J | G | N | P | Bp | Bc | Diff |
| ---- | -------------------- | --- | - | - | - | - | -- | -- | ---- |
| 1    | FC Saint Éloi Lupopo | 12  | 4 | 4 | 0 | 0 | 9  | 3  | +6   |
| 2    | SM Sanga Balende     | 6   | 4 | 2 | 0 | 2 | 10 | 6  | +4   |
| 3    | AS Ndoki ya Ndombe   | 0   | 4 | 0 | 0 | 4 | 4  | 14 | -10  |

Poule 4 :
| Rang | Équipe            | Pts | J | G | N | P | Bp | Bc | Diff |
| ---- | ----------------- | --- | - | - | - | - | -- | -- | ---- |
| 1    | TP Mazembe        | 12  | 4 | 4 | 0 | 0 | 20 | 1  | +19  |
| 2    | AS Canon Buromeca | 6   | 4 | 2 | 0 | 2 | 3  | 10 | -7   |
| 3    | RC Saint-Clément  | 0   | 4 | 0 | 0 | 4 | 0  | 12 | -12  |

Poule 5 :
| Rang | Équipe        | Pts | J | G | N | P | Bp | Bc | Diff |
| ---- | ------------- | --- | - | - | - | - | -- | -- | ---- |
| 1    | AS Vita Club  | 10  | 4 | 3 | 1 | 0 | 12 | 1  | +11  |
| 2    | DC Virunga -3 | 4   | 4 | 2 | 1 | 1 | 7  | 4  | +3   |
| 3    | AC Nkoy       | 0   | 4 | 0 | 0 | 4 | 0  | 14 | -14  |

Poule 6 :
| Rang | Équipe         | Pts | J | G | N | P | Bp | Bc | Diff |
| ---- | -------------- | --- | - | - | - | - | -- | -- | ---- |
| 1    | AS New Soger   | 8   | 4 | 2 | 2 | 0 | 2  | 0  | +2   |
| 2    | AC Capaco      | 5   | 4 | 1 | 2 | 1 | 1  | 1  | 0    |
| 3    | OC Bukavu Dawa | 2   | 4 | 0 | 2 | 2 | 0  | 2  | -2   |

### Troisième phase
Les huit qualifiés sont répartis en deux poules de quatre équipes et s'affrontent deux fois. Les deux premiers de chaque groupe se qualifient pour les demi-finales.

#### Groupe A
Matchs disputés au Stade des Martyrs de Kinshasa.
| Rang | Équipe           | Pts | J | G | N | P | Bp | Bc | Diff |
| ---- | ---------------- | --- | - | - | - | - | -- | -- | ---- |
| 1    | AS Vita Club     | 11  | 6 | 3 | 2 | 1 | 5  | 4  | +1   |
| 2    | DC Motema PembeT | 10  | 6 | 2 | 4 | 0 | 6  | 2  | +4   |
| 3    | AS New Soger     | 7   | 6 | 2 | 1 | 3 | 10 | 7  | +3   |
| 4    | SM Sanga Balende | 4   | 6 | 1 | 1 | 4 | 5  | 13 | -8   |

#### Groupe B
Matchs disputés au Stade de la Kenya de Lubumbashi.
| Rang | Équipe               | Pts | J | G | N | P | Bp | Bc | Diff |
| ---- | -------------------- | --- | - | - | - | - | -- | -- | ---- |
| 1    | TP Mazembe           | 14  | 6 | 4 | 2 | 0 | 15 | 1  | +14  |
| 2    | FC Saint Éloi Lupopo | 11  | 6 | 3 | 2 | 1 | 8  | 1  | +7   |
| 3    | AS Dragons           | 4   | 6 | 1 | 1 | 4 | 2  | 8  | -6   |
| 4    | AS Veti Club         | 4   | 6 | 1 | 1 | 4 | 3  | 18 | -15  |

### Phase finale
Demi-finales :
| Équipe 1     | Résultat | Équipe 2             | Aller | Retour |
| ------------ | -------- | -------------------- | ----- | ------ |
| AS Vita Club | 1 - 1e   | FC Saint Éloi Lupopo | 1 - 1 | 0 - 0  |
| TP Mazembe   | 6 - 2    | DC Motema PembeT     | 4 - 0 | 2 - 2  |

Match pour la 3e place :
| Équipe 1     | Résultat | Équipe 2         |
| ------------ | -------- | ---------------- |
| AS Vita Club | 1 - 0    | DC Motema PembeT |

Finale :
| Équipe 1             | Résultat | Équipe 2   | Aller | Retour |
| -------------------- | -------- | ---------- | ----- | ------ |
| FC Saint Éloi Lupopo | 1 - 6    | TP Mazembe | 1 - 4 | 0 - 2  |

## Meilleurs buteurs
Le tableau suivant liste les joueurs selon le classement des buteurs :
| Rang | Joueur           | Club                 | Buts |
| ---- | ---------------- | -------------------- | ---- |
| 1    | Patou Kabangu    | TP mazembe           | 5    |
|      | Alain Kaluyituka | TP mazembe           | 5    |
| 3    | Bokatupanda      | SM Sanga Balende     | 3    |
|      | Patrick Etshimi  | AS Vita Club         | 3    |
|      | Deo Kanda        | TP mazembe           | 3    |
| 6    | Trésor Salakiaku | DC Motema Pembe      | 2    |
|      | Given Singuluma  | TP mazembe           | 2    |
|      | Fabien Tshilembi | AS Dragons           | 2    |
|      | Dalgo Tamundele  | FC Saint Eloi Lupopo | 2    |
|      | Jeff Kayembe     | SM Sanga Balende     | 2    |

## Bilan de la saison
| Championnat de république démocratique du Congo de football 2009 |                                              |
| Champion                                                         | Tout Puissant Mazembe (10e titre)            |
| Coupes et trophées                                               |                                              |
| Vainqueur de la Coupe de république démocratique du Congo 2009   | DC Motema Pembe                              |
| Qualifications continentales                                     |                                              |
| Ligue des champions de la CAF 2010                               | Tout Puissant Mazembe (tenant du titre)      |
| Ligue des champions de la CAF 2010                               | FC Saint Éloi Lupopo                         |
| Coupe de la confédération 2010                                   | AS Vita Club                                 |
| Coupe de la confédération 2010                                   | DC Motema Pembe                              |
| Coupe Kagame inter-club 2010                                     | Tout Puissant Mazembe (invité par la CECAFA) |
| Promotions et relégations                                        |                                              |
| Promus en Linafoot                                               | Aucun                                        |
| Relégués                                                         | Aucun                                        |